# Спенсер, Кэм
Кэмерон Спенсер (англ. Cameron Spencer; род. 6 апреля 2000, Дейвидсонвилл, Мэриленд) — американский профессиональный баскетболист клуба НБА «Мемфис Гриззлис». 

## Ранние годы
Спенсер вырос в Дейвидсонвилле, штат Мэриленд, и посещал латинскую школу для мальчиков в Балтиморе, штат Мэриленд. Он был назван игроком года по версии Ассоциации межшкольного спорта Мэриленда в выпускном классе, набирая в среднем 25 очков, 7 подборов и 4,5 результативных передач за игру.

## Карьера в колледже
Спенсер начал свою студенческую баскетбольную карьеру в «Лойола Грейхаундс». Он набирал в среднем 10 очков, 3,1 результативных передач и 3,4 подборов в 23 играх, прежде чем получил травму бедра и был включен в сборную новичков Патриот Лиги. Спенсер пропустил большую часть своего второго сезона, восстанавливаясь после травмы бедра. Он вернулся для последних пяти игр сезона и набирал в среднем 10,2 очков. Спенсер был включен в 1-ю команду Патриот Лиги в качестве юниора, набирая в среднем 18,9 очков, 4,8 подборов, 3,2 результативных передач и 2,3 перехвата за игру. После окончания сезона Спенсер вошёл в трансферный портал NCAA.
В конечном итоге Спенсер перешёл в «Ратгерс» после того, как к нему также проявили интерес «Миннесота» и «НК Стейт». Он вошёл в 2022–23 в качестве стартового защитника для «Скарлет Найтс». Спенсер набрал 14 очков, реализовав 6 из 8 бросков, включая трёхочковый бросок за 13,3 секунды до конца матча, в сенсационной победе Ратгерса со счётом 65:64 над лидирующим «Пердью». Спенсер был назван игроком недели конференции Big Ten после того, как забил ещё один трёхочковый бросок за 15 секунд до конца матча и набрал в общей сложности 23 очка в победной игре над «Нортвестерн Уайлдкэтс» (65:62) 11 января 2023 года, а также набрал 21 очко, сделав 6 подборов, 6 передач и 4 перехвата, когда Ратгерс обыграл «Огайо Стейт» со счётом 68:64. Он закончил сезон со средними показателями 13,2 очков, 3,8 подборов, 3,1 передач и 2 перехватов за игру. После сезона Спенсер решил использовать дополнительный год права, предоставленный спортсменам колледжей из-за пандемии COVID-19, и во второй раз вошел в портал трансферов NCAA.
Спенсер перешёл в «Коннектикут». Он был включён в 1-ю команду конференции Big East после того, как начал все 40 игр «Хаскис» и набирал в среднем 14,3 очков, 4,9 подборов, 3,6 передач и 1,5 перехвата за игру, и помог команде выиграть национальный чемпионат. Спенсер набрал 11 очков, сделал 8 подборов, 2 передачи и 2 перехвата в победной финальной игре против «Пердью» (75:60).

## Профессиональная карьера

### «Мемфис Гриззлис» (2024—н.в.)
27 июня 2024 года Спенсер был выбран под 53-м номером командой «Детройт Пистонс» на драфте НБА 2024 года. Однако в ночь драфта он был продан в «Мемфис Гриззлис». 8 июля он подписал двусторонний контракт с «Гриззлис». 2 декабря, играя за «Мемфис Хастл» из Джи-Лиги НБА, Спенсер набрал 51 очко, в том числе 12 трёхочковых. 10 января 2025 года Спенсер получил перелом большого пальца левой руки, из-за которого потребовалась операция, и был исключен на три недели.

## Личная жизнь
Старший брат Спенсера, Пэт, был четыре раза включён во всеамериканскую сборную и выиграл премию Тевааратон как игрок в лакросс в «Лойоле», прежде чем отыграл сезон в баскетбол за Северо-Западный университет. Сейчас он профессионально играет в баскетбол за команду НБА «Голден Стэйт Уорриорз».

## Статистика

### Статистика в NCAA
| Сезон | Команда     | Conf         | Class | GP  | GS  | MPG  | FG%  | 3P%  | FT%  | RPG | APG | SPG | BPG | PPG  |
| --- | ----------- | ------------ | ----- | --- | --- | ---- | ---- | ---- | ---- | --- | --- | --- | --- | ---- |
| 2019/20 | Лойола      | Патриот Лига | FR    | 23  | 9   | 28,0 | 49,1 | 43,6 | 85,7 | 3,4 | 3,1 | 0,3 | 0,0 | 10,0 |
| 2020/21 | Лойола      | Патриот Лига | SO    | 5   | 3   | 25,6 | 42,5 | 46,7 | 76,9 | 4,4 | 3,0 | 1,0 | 0,2 | 10,2 |
| 2021/22 | Лойола      | Патриот Лига | JR    | 30  | 30  | 36,9 | 46,8 | 35,3 | 85,8 | 4,8 | 3,2 | 2,3 | 0,2 | 18,9 |
| 2022/23 | Ратгерс     | Big Ten      | SR    | 34  | 34  | 31,5 | 44,4 | 43,4 | 89,4 | 3,8 | 3,1 | 2,0 | 0,1 | 13,2 |
| 2023/24 | Коннектикут | Big East     | SR    | 40  | 40  | 33,0 | 48,4 | 44,0 | 91,1 | 4,9 | 3,6 | 1,5 | 0,3 | 14,3 |
| Всего | Всего       | Всего        | Всего | 132 | 116 | 32,3 | 46,8 | 41,7 | 87,8 | 4,3 | 3,3 | 1,6 | 0,2 | 14,2 |
| Наведите курсор мыши на аббревиатуры в заголовке таблицы, чтобы прочесть их расшифровку Статистика приведена с сайта sports-reference.com |             |              |       |     |     |      |      |      |      |     |     |     |     |      |